# Tia Lessin
Tia Lessin (* 20. Jahrhundert) ist eine US-amerikanische Filmproduzentin und Filmregisseurin für Dokumentarfilme, die für einen Oscar sowie zwei Emmys nominiert war.

## Karriere
Tessin begann 1994 beim Filmstab zu arbeiten und wirkte dabei bei der Fernsehserie American Experience mit. Als Filmproduzentin trat sie 1995 bei The Shadow of Hate das erste Mal in Erscheinung.
Ihr Regiedebüt gab sie mit dem Dokumentarfilm Behind the Labels im Jahr 2001. Der Film behandelt das Thema der Textilindustrie die Kleidungsstücke in Indien produzieren. Für ihren Film Trouble the Water, wobei sie mit Carl Deal für die Regie und Produktion verantwortlich war, erhielten die beiden bei der Oscarverleihung 2009 eine Nominierung in der Kategorie „Bester Dokumentarfilm“. Des Weiteren erhielt sie dafür bei der Emmy-Verleihung 2010 eine Nominierung bei den News & Documentary Emmy Awards. Im Jahr 2013 veröffentlichte Lessin ihren Film Citizen Koch, wofür sie das Drehbuch schrieb, als Produzentin tätig war und das letzte Mal Regie führte.
Tia Lessin wirkte als Produzentin bei vielen Filmen von Michael Moore mit. Die erste Zusammenarbeit war bei der Fernsehserie Die schreckliche Wahrheit, wobei Tessin bei 15 Episoden als Produztenin mitwirkte und für zwei Primetime Emmy Awards nominiert wurde. Als Supervising Producer unterstützte Tessin Moore bei den Filmen Bowling for Columbine der 2002 veröffentlicht wurde, der unter anderem mit einem Oscar und einem César ausgezeichnet wurde, sowie bei Fahrenheit 9/11, der 2004 veröffentlicht wurde. Fahrenheit 9/11 wurde mit einer Goldene Palme ausgezeichnet, George W. Bush erhielt genauso wie Donald Rumsfeld eine Goldene Himbeere bei den 25th Annual Razzie Awards. Im Jahr 2009 folgte Kapitalismus: Eine Liebesgeschichte, 2016 Michael Moore in TrumpLand und 2018, unter dem Titel Fahrenheit 11/9, die Fortsetzung zu Fahrenheit 9/11.

## Filmografie (Auswahl)
- 1995: The Shadow of Hate
- 1997: Der große Macher (The Big One)
- 2002: Bowling for Columbine
- 2004: Fahrenheit 9/11
- 2008: Trouble the Water
- 2009: Kapitalismus: Eine Liebesgeschichte (Capitalism: A Love Story)
- 2016: Michael Moore in TrumpLand
- 2018: Fahrenheit 11/9